# OHL 2004/05
Die OHL-Saison 2004/05 war die 25. Spielzeit der Ontario Hockey League. Die reguläre Saison begann am 14. September 2004 und endete am 20. März 2005. Die Play-offs starteten am 24. März 2005 und endeten mit dem erstmaligen J.-Ross-Robertson-Cup-Gewinn der London Knights am 14. Mai 2005, die sich im OHL-Finale gegen die Ottawa 67’s durchsetzten.
Während der regulären Saison stellten die London Knights mit 31 Spielen in Folge ohne Niederlage sowohl einen neuen Ontario-Hockey-League-, als auch einen neuen Canadian-Hockey-League-Rekord auf. Der vorherige OHL-Rekord wurde seit 1983/84 von den Kitchener Rangers gehalten und betrug 26 Spiele; der CHL-Rekord wurde 1978/79 von den Brandon Wheat Kings aus der Western Hockey League aufgestellt und betrug 29 Partien.

## Reguläre Saison

### Abschlussplatzierungen
Abkürzungen: GP = Spiele, W = Siege, L = Niederlagen, T = Unentschieden, OTL = Niederlage nach Overtime, GF = Erzielte Tore, GA = Gegentore, Pts = Punkte

Erläuterungen:       = Play-off-Qualifikation,       = Division-Sieger,       = Conference-Sieger,       = Hamilton-Spectator-Trophy-Gewinner

#### Eastern Conference
| East Division       | GP | W  | L  | T | OTL | GF  | GA  | Pts |
| ------------------- | -- | -- | -- | - | --- | --- | --- | --- |
| Peterborough Petes  | 68 | 34 | 21 | 9 | 4   | 238 | 215 | 81  |
| Ottawa 67’s         | 68 | 34 | 26 | 7 | 1   | 244 | 210 | 76  |
| Belleville Bulls    | 68 | 29 | 29 | 6 | 4   | 176 | 208 | 68  |
| Kingston Frontenacs | 68 | 28 | 33 | 4 | 3   | 219 | 242 | 63  |
| Oshawa Generals     | 68 | 15 | 48 | 3 | 2   | 173 | 289 | 35  |

| Central Division             | GP | W  | L  | T  | OTL | GF  | GA  | Pts |
| ---------------------------- | -- | -- | -- | -- | --- | --- | --- | --- |
| Mississauga IceDogs          | 68 | 34 | 21 | 12 | 1   | 207 | 172 | 81  |
| Barrie Colts                 | 68 | 33 | 23 | 9  | 3   | 232 | 210 | 78  |
| Brampton Battalion           | 68 | 33 | 24 | 9  | 2   | 214 | 200 | 77  |
| Sudbury Wolves               | 68 | 32 | 23 | 6  | 7   | 201 | 185 | 77  |
| Toronto St. Michael’s Majors | 68 | 15 | 48 | 3  | 2   | 173 | 289 | 35  |

#### Western Conference
| Midwest Division  | GP | W  | L  | T  | OTL | GF  | GA  | Pts |
| ----------------- | -- | -- | -- | -- | --- | --- | --- | --- |
| London Knights    | 68 | 59 | 7  | 2  | 0   | 310 | 125 | 120 |
| Owen Sound Attack | 68 | 40 | 18 | 7  | 3   | 245 | 187 | 90  |
| Kitchener Rangers | 68 | 35 | 20 | 9  | 4   | 235 | 187 | 83  |
| Erie Otters       | 68 | 31 | 26 | 6  | 5   | 186 | 207 | 73  |
| Guelph Storm      | 68 | 23 | 34 | 10 | 1   | 167 | 189 | 57  |

| West Division               | GP | W  | L  | T | OTL | GF  | GA  | Pts |
| --------------------------- | -- | -- | -- | - | --- | --- | --- | --- |
| Sault Ste. Marie Greyhounds | 68 | 33 | 25 | 9 | 1   | 210 | 188 | 76  |
| Plymouth Whalers            | 68 | 30 | 29 | 6 | 3   | 198 | 204 | 69  |
| Windsor Spitfires           | 68 | 26 | 29 | 6 | 7   | 233 | 253 | 65  |
| Saginaw Spirit              | 68 | 18 | 42 | 4 | 4   | 150 | 260 | 44  |
| Sarnia Sting                | 68 | 16 | 41 | 6 | 5   | 156 | 228 | 43  |

### Beste Scorer
Abkürzungen: GP = Spiele, G = Tore, A = Assists, Pts = Punkte, PIM = Strafminuten; Fett: Saisonbestwert
| Spieler            | Team                     | GP | G  | A  | Pts | PIM |
| ------------------ | ------------------------ | -- | -- | -- | --- | --- |
| Corey Perry        | London Knights           | 60 | 47 | 83 | 130 | 117 |
| Dylan Hunter       | London Knights           | 67 | 31 | 73 | 104 | 64  |
| Brad Richardson    | Owen Sound Attack        | 68 | 41 | 56 | 97  | 60  |
| Rob Schremp        | London Knights           | 62 | 41 | 49 | 90  | 54  |
| Patrick O’Sullivan | Mississauga IceDogs      | 57 | 31 | 59 | 90  | 63  |
| Bobby Ryan         | Owen Sound Attack        | 62 | 37 | 52 | 89  | 51  |
| Evan McGrath       | Kitchener Rangers        | 67 | 28 | 59 | 87  | 51  |
| Rob Hisey          | Erie Otters Barrie Colts | 66 | 29 | 57 | 86  | 81  |
| Dave Bolland       | London Knights           | 66 | 34 | 51 | 85  | 97  |
| Liam Reddox        | Peterborough Petes       | 68 | 36 | 46 | 82  | 38  |
| Daniel Ryder       | Peterborough Petes       | 68 | 29 | 53 | 82  | 55  |

### Beste Torhüter
Abkürzungen: GP = Spiele, TOI = Eiszeit (in Minuten), W = Siege, L = Niederlagen, OTL = Overtime-Niederlagen, T = Unentschieden, GA = Gegentore, SO = Shutouts, Sv% = gehaltene Schüsse (in %), GAA = Gegentorschnitt
| Spieler        | Team                        | GP | TOI  | W  | L  | OTL | T | GA | SO | Sv%  | GAA  |
| -------------- | --------------------------- | -- | ---- | -- | -- | --- | - | -- | -- | ---- | ---- |
| Gerald Coleman | London Knights              | 38 | 2224 | 32 | 2  | 0   | 2 | 63 | 8  | 94,1 | 1,70 |
| Adam Dennis    | Guelph Storm London Knights | 39 | 2291 | 17 | 14 | 1   | 6 | 80 | 6  | 93,7 | 2,09 |
| Michael Ouzas  | Mississauga IceDogs         | 44 | 2616 | 24 | 11 | 0   | 9 | 95 | 4  | 92,6 | 2,18 |
| Kevin Lalande  | Belleville Bulls            | 30 | 1796 | 15 | 10 | 1   | 3 | 79 | 1  | 92,0 | 2,64 |

## Play-offs

### Play-off-Baum
|  | Conference-Viertelfinale | Conference-Viertelfinale     | Conference-Viertelfinale |                    |                              | Conference-Halbfinale | Conference-Halbfinale | Conference-Halbfinale |  |  | Conference-Finale | Conference-Finale | Conference-Finale |  |  | OHL-Meisterschaft | OHL-Meisterschaft | OHL-Meisterschaft |
|  |                          |                              |                          |                    |                              |                       |                       |                       |  |  |                   |                   |                   |  |  |                   |                   |                   |
|  | E1                       | Mississauga IceDogs          | 1                        |                    |                              |                       |                       |                       |  |  |                   |                   |                   |  |  |                   |                   |                   |
|  | E8                       | Toronto St. Michael’s Majors | 4                        |                    |                              |                       |                       |                       |  |  |                   |                   |                   |  |  |                   |                   |                   |
|  | E8                       | Toronto St. Michael’s Majors | 4                        | E8                 | Toronto St. Michael’s Majors | 1                     |                       |                       |  |  |                   |                   |                   |  |  |                   |                   |                   |
|  |                          |                              |                          | E8                 | Toronto St. Michael’s Majors | 1                     |                       |                       |  |  |                   |                   |                   |  |  |                   |                   |                   |
|  |                          |                              | E2                       | Peterborough Petes | 4                            |                       |                       |                       |  |  |                   |                   |                   |  |  |                   |                   |                   |
|  | E2                       | Peterborough Petes           | E2                       | Peterborough Petes | 4                            | 4                     |                       |                       |  |  |                   |                   |                   |  |  |                   |                   |                   |
|  | E2                       | Peterborough Petes           |                          |                    |                              | 4                     |                       |                       |  |  |                   |                   |                   |  |  |                   |                   |                   |
|  | E7                       | Belleville Bulls             | 1                        |                    |                              |                       |                       |                       |  |  |                   |                   |                   |  |  |                   |                   |                   |
|  | E7                       | Belleville Bulls             | 1                        | E2                 | Peterborough Petes           | 0                     |                       |                       |  |  |                   |                   |                   |  |  |                   |                   |                   |
|  |                          |                              |                          | E2                 | Peterborough Petes           | 0                     | Eastern Conference    |                       |  |  |                   |                   |                   |  |  |                   |                   |                   |
|  |                          | E6                           | Ottawa 67’s              | 4                  |                              |                       |                       |                       |  |  |                   |                   |                   |  |  |                   |                   |                   |
|  | E3                       | E6                           | Ottawa 67’s              | 4                  | Barrie Colts                 | 2                     |                       |                       |  |  |                   |                   |                   |  |  |                   |                   |                   |
|  | E3                       |                              |                          |                    | Barrie Colts                 | 2                     |                       |                       |  |  |                   |                   |                   |  |  |                   |                   |                   |
|  | E6                       | Ottawa 67’s                  | 4                        |                    |                              |                       |                       |                       |  |  |                   |                   |                   |  |  |                   |                   |                   |
|  | E6                       | Ottawa 67’s                  | 4                        | E6                 | Ottawa 67’s                  | 4                     |                       |                       |  |  |                   |                   |                   |  |  |                   |                   |                   |
|  |                          |                              |                          | E6                 | Ottawa 67’s                  | 4                     |                       |                       |  |  |                   |                   |                   |  |  |                   |                   |                   |
|  |                          |                              | E5                       | Sudbury Wolves     | 2                            |                       |                       |                       |  |  |                   |                   |                   |  |  |                   |                   |                   |
|  | E4                       | Brampton Battalion           | E5                       | Sudbury Wolves     | 2                            | 2                     |                       |                       |  |  |                   |                   |                   |  |  |                   |                   |                   |
|  | E4                       | Brampton Battalion           |                          |                    |                              |                       |                       |                       |  |  |                   |                   |                   |  |  |                   |                   |                   |
|  | E5                       | Sudbury Wolves               | 4                        |                    |                              |                       |                       |                       |  |  |                   |                   |                   |  |  |                   |                   |                   |
|  | E5                       | Sudbury Wolves               | 4                        | E6                 | Ottawa 67’s                  | 1                     |                       |                       |  |  |                   |                   |                   |  |  |                   |                   |                   |
|  |                          |                              |                          |                    |                              |                       |                       |                       |  |  |                   |                   |                   |  |  |                   |                   |                   |
|  |                          | W1                           | London Knights           | 4                  |                              |                       |                       |                       |  |  |                   |                   |                   |  |  |                   |                   |                   |
|  | W1                       | W1                           | London Knights           | 4                  | London Knights               | 4                     |                       |                       |  |  |                   |                   |                   |  |  |                   |                   |                   |
|  | W1                       |                              |                          |                    | London Knights               | 4                     |                       |                       |  |  |                   |                   |                   |  |  |                   |                   |                   |
|  | W8                       | Guelph Storm                 | 0                        |                    |                              |                       |                       |                       |  |  |                   |                   |                   |  |  |                   |                   |                   |
|  | W8                       | Guelph Storm                 | 0                        | W1                 | London Knights               | 4                     |                       |                       |  |  |                   |                   |                   |  |  |                   |                   |                   |
|  |                          |                              |                          | W1                 | London Knights               | 4                     |                       |                       |  |  |                   |                   |                   |  |  |                   |                   |                   |
|  |                          |                              | W7                       | Windsor Spitfires  | 0                            |                       |                       |                       |  |  |                   |                   |                   |  |  |                   |                   |                   |
|  | W2                       | Sault Ste. Marie Greyhounds  | W7                       | Windsor Spitfires  | 0                            | 3                     |                       |                       |  |  |                   |                   |                   |  |  |                   |                   |                   |
|  | W2                       | Sault Ste. Marie Greyhounds  |                          |                    |                              | 3                     |                       |                       |  |  |                   |                   |                   |  |  |                   |                   |                   |
|  | W7                       | Windsor Spitfires            | 4                        |                    |                              |                       |                       |                       |  |  |                   |                   |                   |  |  |                   |                   |                   |
|  | W7                       | Windsor Spitfires            | 4                        | W1                 | London Knights               | 4                     |                       |                       |  |  |                   |                   |                   |  |  |                   |                   |                   |
|  |                          |                              |                          | W1                 | London Knights               | 4                     | Western Conference    |                       |  |  |                   |                   |                   |  |  |                   |                   |                   |
|  |                          | W4                           | Kitchener Rangers        | 1                  |                              |                       |                       |                       |  |  |                   |                   |                   |  |  |                   |                   |                   |
|  | W3                       | W4                           | Kitchener Rangers        | 1                  | Owen Sound Attack            | 4                     |                       |                       |  |  |                   |                   |                   |  |  |                   |                   |                   |
|  | W3                       |                              |                          |                    |                              |                       |                       |                       |  |  |                   |                   |                   |  |  |                   |                   |                   |
|  | W6                       | Plymouth Whalers             | 0                        |                    |                              |                       |                       |                       |  |  |                   |                   |                   |  |  |                   |                   |                   |
|  | W6                       | Plymouth Whalers             | 0                        | W3                 | Owen Sound Attack            | 0                     |                       |                       |  |  |                   |                   |                   |  |  |                   |                   |                   |
|  |                          |                              |                          | W3                 | Owen Sound Attack            | 0                     |                       |                       |  |  |                   |                   |                   |  |  |                   |                   |                   |
|  |                          |                              | W4                       | Kitchener Rangers  | 4                            |                       |                       |                       |  |  |                   |                   |                   |  |  |                   |                   |                   |
|  | W4                       | Kitchener Rangers            | W4                       | Kitchener Rangers  | 4                            | 4                     |                       |                       |  |  |                   |                   |                   |  |  |                   |                   |                   |
|  | W4                       | Kitchener Rangers            |                          |                    |                              |                       |                       |                       |  |  |                   |                   |                   |  |  |                   |                   |                   |
|  | W5                       | Erie Otters                  | 2                        |                    |                              |                       |                       |                       |  |  |                   |                   |                   |  |  |                   |                   |                   |

### J.-Ross-Robertson-Cup-Sieger
| J.-Ross-Robertson-Cup-Sieger London Knights | Torhüter: Gerald Coleman, Adam Dennis Verteidiger: Scott Aarssen, Steve Ferry, Daniel Girardi, Ryan Martinelli, Matt McCready, Marc Methot, Frank Rediker, Bryan Rodney, Danny Syvret, Jeff Whitfield Angreifer: Josh Beaulieu, Dave Bolland, Robbie Drummond, Jordan Foreman, Dan Fritsche, Dylan Hunter, Trevor Kell, Drew Larman, Adam Perry, Corey Perry, Brandon Prust, Harrison Reed, Rob Schremp, Kelly Thomson Cheftrainer: Dale Hunter General Manager: Mark Hunter |

### Beste Scorer
Abkürzungen: GP = Spiele, G = Tore, A = Assists, Pts = Punkte, PIM = Strafminuten; Fett: Saisonbestwert
| Spieler       | Team              | GP | G  | A  | Pts | PIM |
| ------------- | ----------------- | -- | -- | -- | --- | --- |
| Corey Perry   | London Knights    | 18 | 11 | 27 | 38  | 46  |
| Rob Schremp   | London Knights    | 18 | 13 | 16 | 29  | 16  |
| Mike Richards | Kitchener Rangers | 15 | 11 | 17 | 28  | 36  |
| Dave Bolland  | London Knights    | 18 | 11 | 14 | 25  | 30  |
| Mark Mancari  | Ottawa 67’s       | 21 | 14 | 10 | 24  | 24  |
| Dan Fritsche  | London Knights    | 17 | 9  | 13 | 22  | 12  |
| Chris Hulit   | Ottawa 67’s       | 21 | 11 | 10 | 21  | 12  |
| Dylan Hunter  | London Knights    | 18 | 10 | 11 | 21  | 16  |

### Beste Torhüter
Abkürzungen: GP = Spiele, TOI = Eiszeit (in Minuten), W = Siege, L = Niederlagen, OTL = Overtime/Shootout-Niederlagen, GA = Gegentore, SO = Shutouts, Sv% = gehaltene Schüsse (in %), GAA = Gegentorschnitt
| Spieler        | Team                         | GP | TOI | W | L | GA | SO | Sv%  | GAA  |
| -------------- | ---------------------------- | -- | --- | - | - | -- | -- | ---- | ---- |
| Gerald Coleman | London Knights               | 8  | 454 | 7 | 1 | 13 | 0  | 93,5 | 1,72 |
| Kyle Gajewski  | Sault Ste. Marie Greyhounds  | 6  | 355 | 3 | 0 | 13 | 1  | 93,5 | 2,20 |
| Justin Peters  | Toronto St. Michael’s Majors | 10 | 524 | 4 | 1 | 25 | 0  | 93,4 | 2,86 |
| Adam Dennis    | London Knights               | 11 | 628 | 9 | 1 | 22 | 2  | 93,4 | 2,10 |

## Auszeichnungen

### All-Star-Teams
| First All-Star-Team |                                          |
| Angriff:            | Dylan Hunter – Jeff Carter – Corey Perry |
| Verteidigung:       | André Benoit – Danny Syvret              |
| Tor:                | Michael Ouzas                            |
| Trainer:            | Dale Hunter                              |

| Second All-Star-Team |                                             |
| Angriff:             | Benoît Pouliot – Mike Richards – Bobby Ryan |
| Verteidigung:        | Kyle Quincey – Jordan Smith                 |
| Tor:                 | Adam Dennis                                 |
| Trainer:             | Dick Todd                                   |

| Third All-Star-Team |                                               |
| Angriff:            | Liam Reddox – Brad Richardson – Ryan Callahan |
| Verteidigung:       | Mark Flood – Nathan McIver                    |
| Tor:                | Gerald Coleman                                |
| Trainer:            | Mike Stothers                                 |

### All-Rookie-Teams
| First All-Rookie-Team |                                                |
| Angriff:              | Benoît Pouliot – Justin Azevedo – Marek Kvapil |
| Verteidigung:         | Mike Vernace – Andrej Sekera                   |
| Tor:                  | Daren Machesney                                |

| Second All-Rookie-Team |                                            |
| Angriff:               | Mike Duco – Jordan Staal – Matt D’Agostini |
| Verteidigung:          | Bobby Sanguinetti – Ben Shutron            |
| Tor:                   | Kyle Gajewski                              |

### Vergebene Trophäen
| Auszeichnung                 | Auszeichnung               | Team                        |
| ---------------------------- | -------------------------- | --------------------------- |
| J. Ross Robertson Cup        | J. Ross Robertson Cup      | London Knights              |
| Hamilton Spectator Trophy    | Hamilton Spectator Trophy  | London Knights              |
| Bobby Orr Trophy             | Bobby Orr Trophy           | Ottawa 67’s                 |
| Wayne Gretzky Trophy         | Wayne Gretzky Trophy       | London Knights              |
| Emms Trophy                  | Emms Trophy                | Mississauga IceDogs         |
| Leyden Trophy                | Leyden Trophy              | Peterborough Petes          |
| Holody Trophy                | Holody Trophy              | London Knights              |
| Bumbacco Trophy              | Bumbacco Trophy            | Sault Ste. Marie Greyhounds |
| Auszeichnung                 | Spieler                    | Team                        |
| Red Tilson Trophy            | Corey Perry                | London Knights              |
| Eddie Powers Memorial Trophy | Corey Perry                | London Knights              |
| Matt Leyden Trophy           | Dale Hunter                | London Knights              |
| Jim Mahon Memorial Trophy    | Corey Perry                | London Knights              |
| Max Kaminsky Trophy          | Danny Syvret               | London Knights              |
| OHL Goaltender of the Year   | Michael Ouzas              | Mississauga IceDogs         |
| Jack Ferguson Award          | John Tavares               | Oshawa Generals             |
| Dave Pinkney Trophy          | Gerald Coleman Adam Dennis | London Knights              |
| OHL Executive of the Year    | Craig Goslin               | Saginaw Spirit              |
| Emms Family Award            | Mike Futa                  | Owen Sound Attack           |
| F. W. „Dinty“ Moore Trophy   | Kyle Gajewski              | Sault Ste. Marie Greyhounds |
| Dan Snyder Memorial Trophy   | Jeff MacDougald            | Peterborough Petes          |
| William Hanley Trophy        | Jeff Carter                | Sault Ste. Marie Greyhounds |
| Leo Lalonde Memorial Trophy  | André Benoit               | Kitchener Rangers           |
| Bobby Smith Trophy           | Richard Clune              | Sarnia Sting                |
| Roger Neilson Memorial Award | Danny Battochio            | Ottawa 67’s                 |
| Ivan Tennant Memorial Award  | Matt Pelech                | Sarnia Sting                |
| Wayne Gretzky 99 Award       | Corey Perry                | London Knights              |
| Bill Long Award              | Bert Templeton             | –                           |